# Thommie Grit
Thommie Grit es un deportista británico de origen neerlandés que compite en vela en la clase 49er. Ganó una medalla de plata en el Campeonato Europeo de 49er de 2025.

## Palmarés internacional
| \| Campeonato Europeo \| Campeonato Europeo \| Campeonato Europeo \| Campeonato Europeo \| \| Año \| Lugar \| Medalla \| Clase \| \| ------------------ \| ------------------ \| ------------------ \| ------------------ \| \| 2025 \| Salónica (Grecia) \| Medalla de plata \| 49er \| |                   |                  |       |
| Campeonato Europeo |                   |                  |       |
| Año | Lugar             | Medalla          | Clase |
| 2025 | Salónica (Grecia) | Medalla de plata | 49er  |